# Галли да Бибьена, Алессандро
Алессандро Галли да Бибьена, или Биббиена (итал. Alessandro Galli da Bibiena; (15 октября 1686, Парма — 5 мая 1748, Мангейм) — итальянский архитектор и инженер. Представитель большой семьи архитекторов, театральных декораторов, рисовальщиков-орнаменталистов.

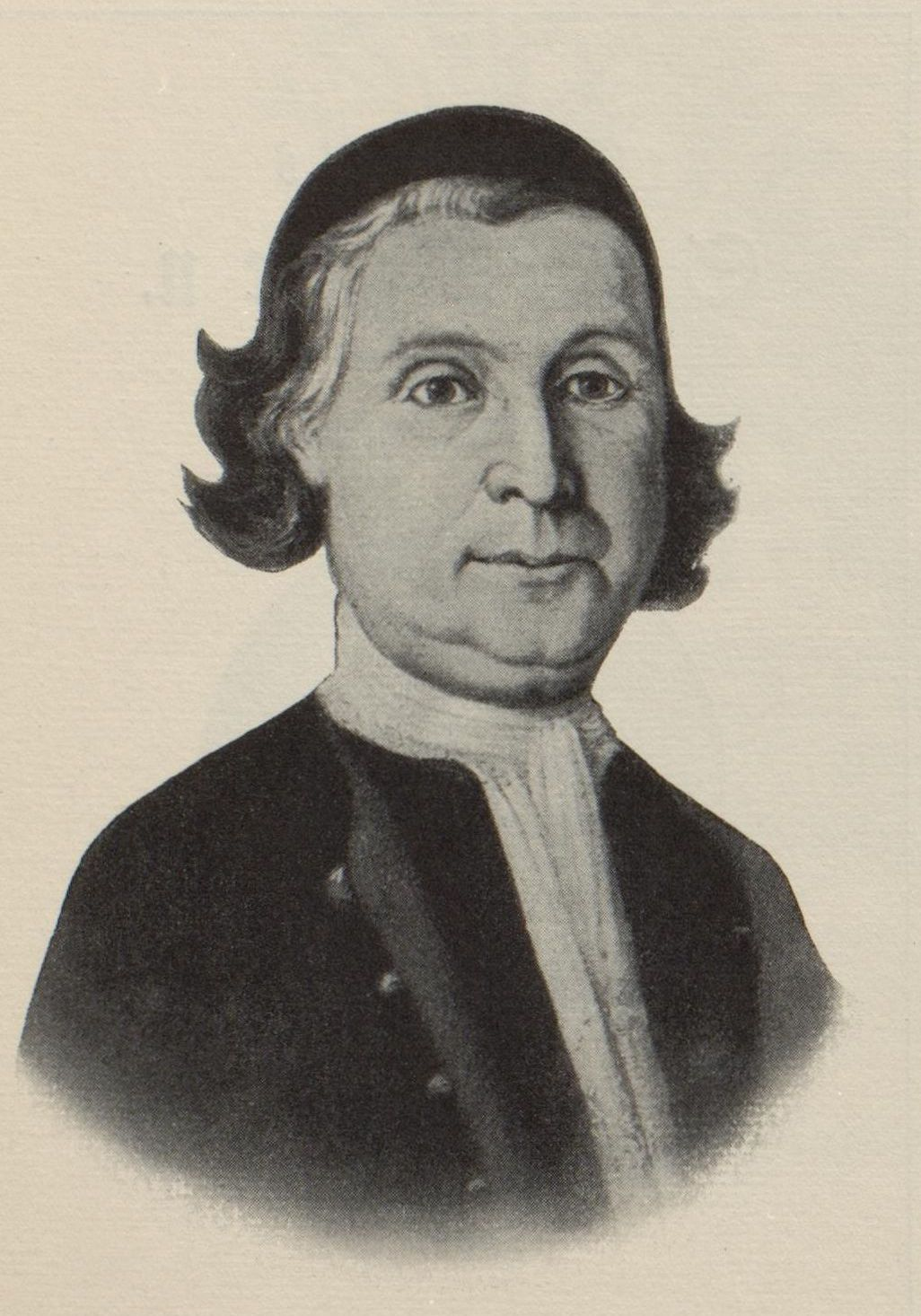
Алессандро Галли да Бибьена

## Биография
Алессандро Галли да Бибьена был сыном Фердинандо Галли да Бибьена (1657—1743) и племянником Франческо (1659—1739). Он стал архитектором и инженером в Мангейме при курфюрсте Карле Филиппе в 1719 году, а затем придворным мастером-строителем. Его младшие братья Антонио и Джузеппе и племянник Карло работали в Германии, Австрии и Италии архитекторами, декораторами и сценографами.
Алессандро Галли предпринял строительство церкви иезуитов в Мангейме (1733—1760) и расширение Мангеймского дворца за счёт строительства большого оперного театра (разрушенного в 1797 году), который простирался от западного павильона на юг. После смерти в 1742 году курфюрста Карла Филиппа Бибьена проектировал здания Шветцингенского дворца под руководством Карла Теодора. Однако он скончался до завершения строительства.

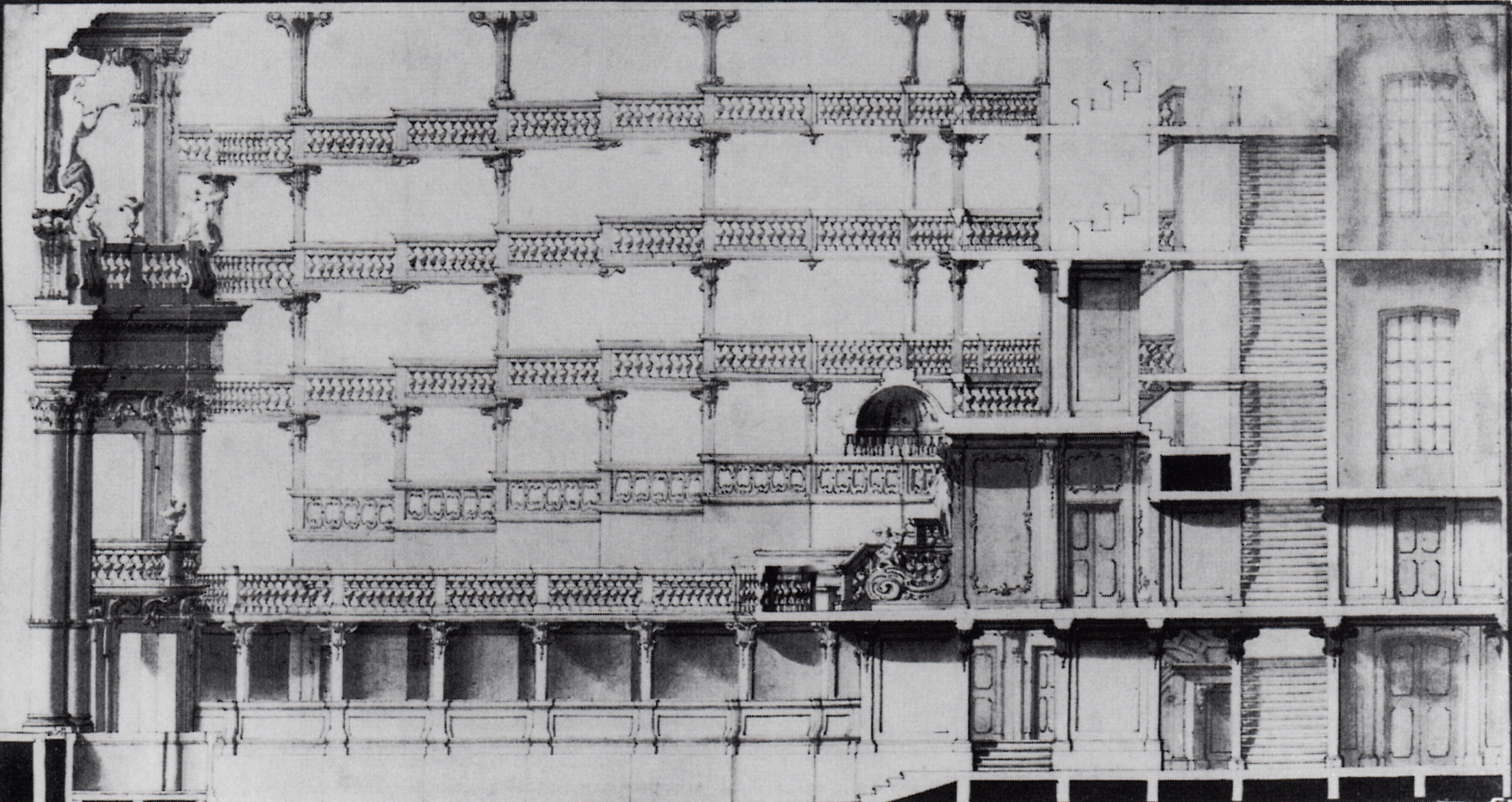
Здание придворной оперы в Мангейме. Ортогональный разрез. 1737
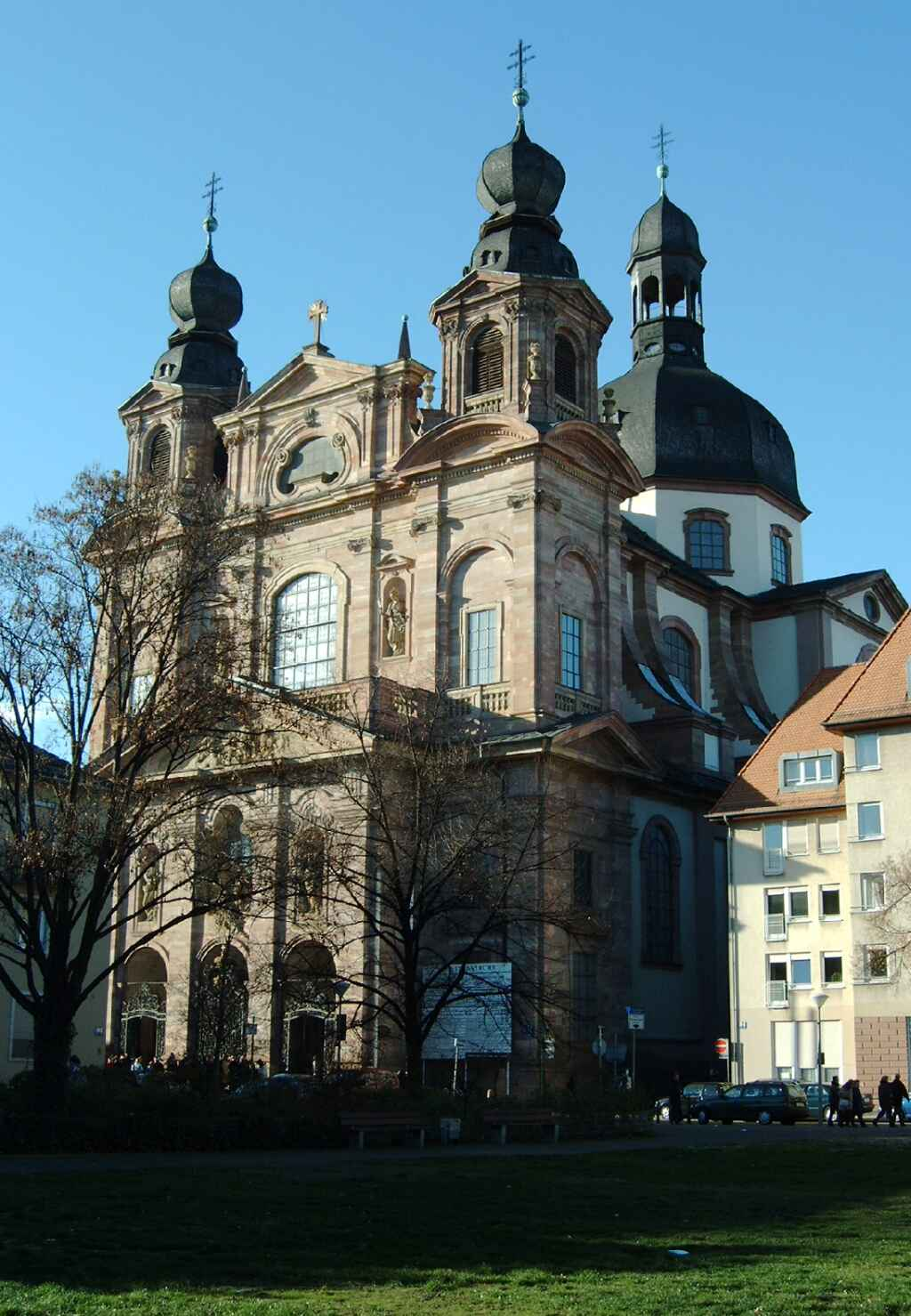
Церковь иезуитов в Мангейме. 1731–1733
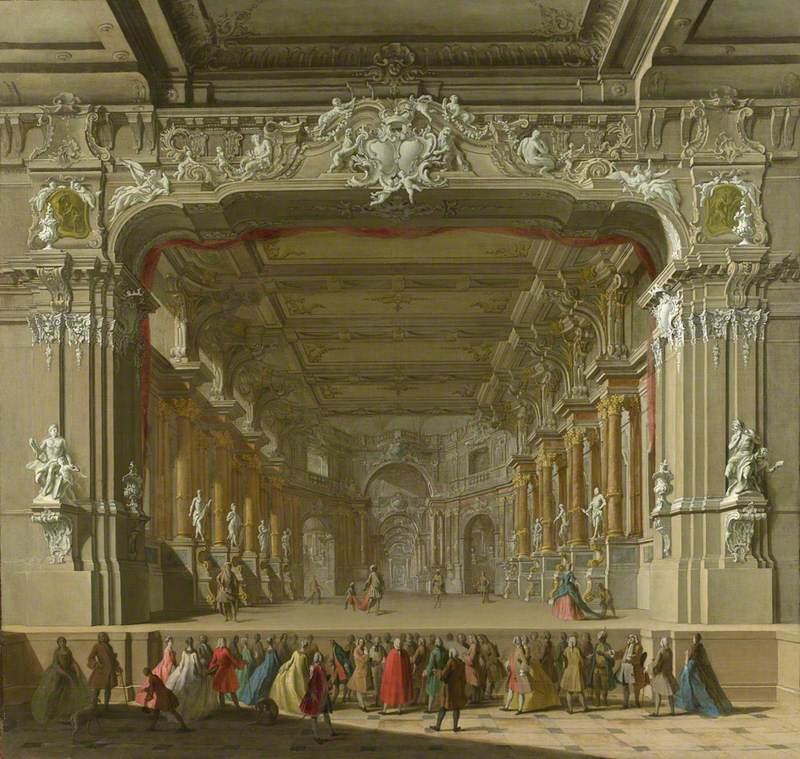
Интерьер театра. Между 1700 и 1750. Холст, масло. Национальная галерея, Лондон
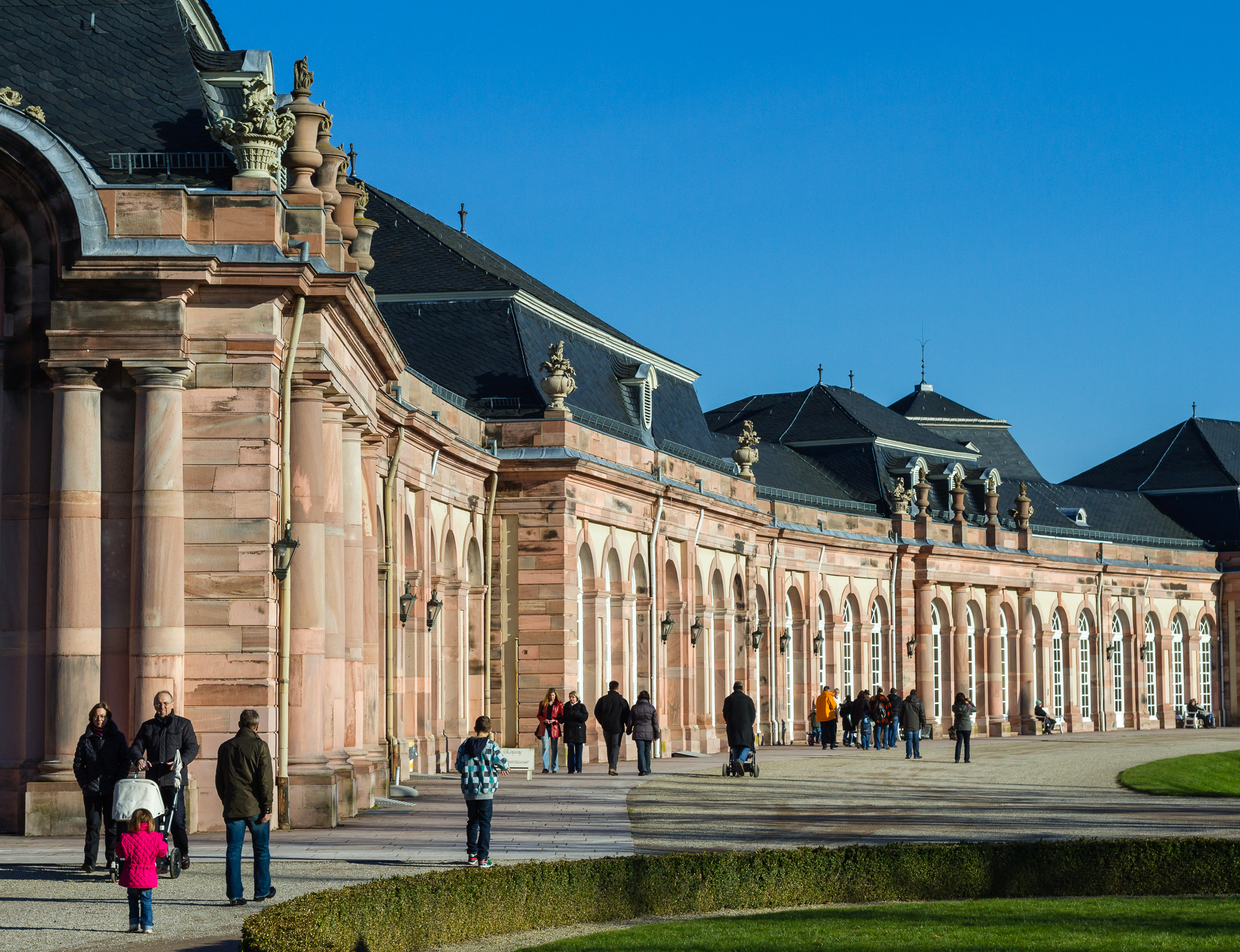
Дворец в Шветцингене. Циркульное крыло. 1748–1749
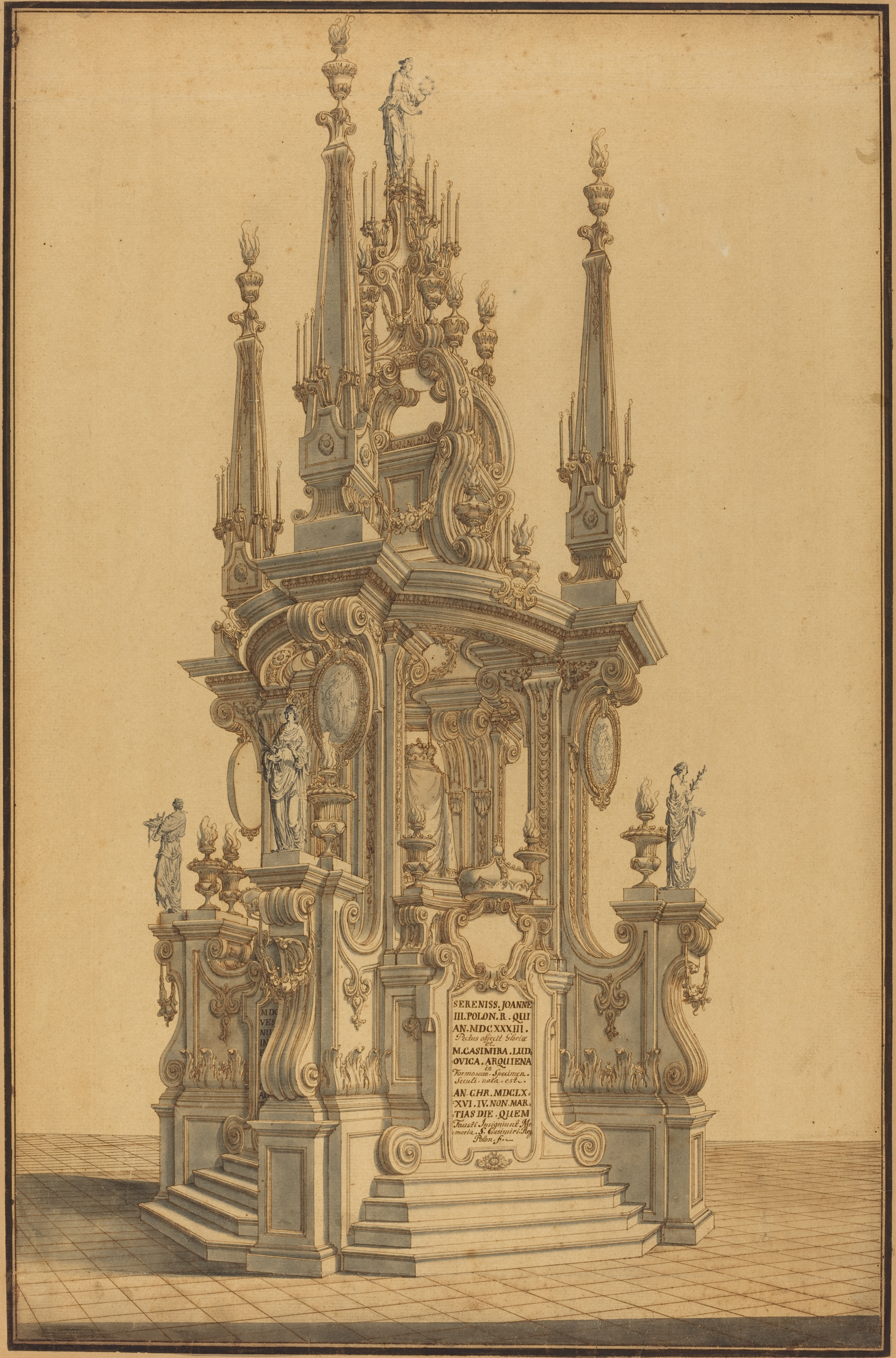
Проект катафалка Иоанна III, короля Польского. Бумага, тушь, акварель, перо, ксить. Национальная галерея искусства, Вашингтон

## Основные постройки
- Церковь и коллегиум иезуитов в Мангейме. 1731—1733
- Мангеймская придворная опера. 1737—1742 (разрушена в 1797 году)
- Дальбергхаус в Мангейме. 1733
- Верхний Фюрстенбруннен (герцогский фонтан) во дворе Гейдельбергского замка. 1738
- Преобразование старой табачной фабрики в Мангейме в казарму. 1747
- Дворец Хирш в Шветцингене. 1748—1749
- Городской дворец придворного архитектора Франца Вильгельма Рабалиатти в Шветцингене.
- Дом Северного круга (оранжерея) в Шветцингене. 1748